# ステファン・ギルモア
ステファン・スタイルズ・ギルモア（Stephon Stiles Gilmore、1990年9月19日- ）は、アメリカ合衆国サウスカロライナ州ロックヒル出身のアメリカンフットボール選手。現在NFLのミネソタ・バイキングスに所属している。ポジションはコーナーバック（CB）。

## 経歴

### プロ入りまで
高校時代はクォーターバックとディフェンシブバックでプレーした。最終学年には1,331ヤードを走って23TD、パスで1,771ヤードを投げて14TDをあげて、州のファーストチームに選ばれるとともに、パレード誌とEAスポーツからオールアメリカンに選ばれた。
Rivals.comからはサウスカロライナ州の選手中2位、四つ星に評価された。
サウスカロライナ大学、アラバマ大学、テネシー大学、クレムゾン大学からリクルーティングされた彼は、サウスカロライナ大学に進学した。
2008年12月に高校を早期卒業した彼は、2009年1月に大学へ入学、春の練習に参加、1年次の2009年には全13試合に出場し、52タックル、3サックをあげて、カレッジフットボールニュースから、サウスイースタン・カンファレンスのフレッシュマンオールチームに選ばれた。2年次の2010年には、全14試合で右コーナーバックとして先発出場し、79タックル、3サック、3インターセプト、1ファンブルフォース、1ファンブルリカバーをあげて、NFLドラフトレポートからオールアメリカンセカンドチームに、AP通信からオールアメリカンサードチームに選ばれた。Chick-fil-Aボウルでは、アルション・ジェフリーへ29ヤードのTDパスを成功させた。
3年次の2011年には、全13試合に先発出場し、46タックル、5サック、4インターセプト、1ファンブルフォース、1ファンブルリカバーをあげて、サウスイースタン・カンファレンスのファーストチームに選ばれるとともに、NFLドラフトレポートから、オールアメリカンファーストチームに選ばれた。大学3年間で40試合に先発出場し、181タックル、7サック、8インターセプト、4ファンブルフォース、4ファンブルリカバーをあげた。

### バッファロー・ビルズ
2012年のNFLドラフトではサウスカロライナ大学のディフェンシブバックとしては、2004年にデュンタ・ロビンソンが指名されて以来最も早い1巡全体10位でバッファロー・ビルズに指名された。またこの年のドラフトでダラス・カウボーイズが指名したモリス・クレイボーンに続いて2人目に指名されたコーナーバックであった。
ドラフト前に、ルーカス・オイル・スタジアムで行われたNFLスカウティングコンバインでは、40ヤード走で4秒40、20ヤードシャトルで3秒94を出した。
2012年5月17日、4年1210万ドルでビルズと契約を結んだ。同年全16試合に先発出場し、61タックル、12月9日のセントルイス・ラムズ戦ではインターセプトをあげた。
2013年4月3日、背番号を27から24に変えた。プレシーズンゲーム第3週のワシントン・レッドスキンズ戦で手首を骨折し、6週間から8週間離脱することとなった。

### ニューイングランド・ペイトリオッツ
2017年3月9日、ギルモアはニューイングランド・ペイトリオッツと5年契約を結んだ。

### カロライナ・パンサーズ
2021年10月6日、2023年のNFLドラフト6巡目指名権と引き換えにカロライナ・パンサーズへトレードされた。
第8週のアトランタ・ファルコンズ戦にて移籍後初出場を果たし、試合を決定づけるインターセプトを記録した。パンサーズでは8試合に出場した。オフにFAとなった。

### インディアナポリス・コルツ
2022年4月18日にインディアナポリス・コルツと2年2300万ドルで契約した。
このシーズンは16試合に出場し、キャリアハイとなる66タックルを記録した。

### ダラス・カウボーイズ
2023年3月14日に2023年のNFLドラフト5巡目指名権とのトレードでダラス・カウボーイズに移籍した。

## 詳細情報

### 年度別成績

#### レギュラーシーズン
| 年度      | チーム    | 背 番 号  | 試合 | 試合 | タックル             | タックル             | タックル             | タックル             | タックル             | インターセプト       | インターセプト       | インターセプト       | インターセプト       | インターセプト       | インターセプト       | ファンブル           | ファンブル |
| 年度      | チーム    | 背 番 号  | 出場 | 先発 | 合計                 | ソロ                 | アシ スト            | サック               | セーフ ティ          | パス ディフ ェンス   | Int                  | リターン ヤード      | 平均 リターン ヤード | 最長 リターン        | TD                   | フォ ース            | リカ バー  |
| --------- | --------- | --------- | ---- | ---- | -------------------- | -------------------- | -------------------- | -------------------- | -------------------- | -------------------- | -------------------- | -------------------- | -------------------- | -------------------- | -------------------- | -------------------- | ---------- |
| 2012      | BUF       | 27        | 16   | 16   | 61                   | 52                   | 9                    | 0.0                  | 0                    | 16                   | 1                    | 23                   | 23.0                 | 0                    | 0                    | 2                    | 0          |
| 2013      | BUF       | 24        | 11   | 9    | 35                   | 30                   | 5                    | 0.0                  | 0                    | 10                   | 2                    | 0                    | 0.0                  | 0                    | 0                    | 0                    | 1          |
| 2014      | BUF       | 24        | 14   | 14   | 46                   | 38                   | 8                    | 0.0                  | 0                    | 6                    | 3                    | 61                   | 20.3                 | 27                   | 0                    | 1                    | 0          |
| 2015      | BUF       | 24        | 12   | 12   | 36                   | 36                   | 0                    | 0.0                  | 0                    | 18                   | 3                    | 33                   | 11.0                 | 29                   | 0                    | 0                    | 0          |
| 2016      | BUF       | 24        | 15   | 15   | 48                   | 42                   | 6                    | 0.0                  | 0                    | 12                   | 5                    | 135                  | 27.0                 | 49                   | 0                    | 0                    | 0          |
| 2017      | NE        | 24        | 13   | 13   | 50                   | 47                   | 3                    | 0.0                  | 0                    | 9                    | 2                    | 59                   | 29.5                 | 39                   | 0                    | 0                    | 0          |
| 2018      | NE        | 24        | 16   | 16   | 45                   | 40                   | 5                    | 1.0                  | 0                    | 20                   | 2                    | 0                    | 0.0                  | 0                    | 0                    | 2                    | 1          |
| 2019      | NE        | 24        | 16   | 16   | 53                   | 44                   | 9                    | 0.0                  | 0                    | 20                   | 6                    | 126                  | 21.0                 | 64T                  | 2                    | 0                    | 1          |
| 2020      | NE        | 24        | 11   | 11   | 37                   | 30                   | 7                    | 0.0                  | 0                    | 3                    | 1                    | 15                   | 15.0                 | 15                   | 0                    | 1                    | 0          |
| 2021      | NE        | 24        | 0    | 0    | ケガのためプレーせず | ケガのためプレーせず | ケガのためプレーせず | ケガのためプレーせず | ケガのためプレーせず | ケガのためプレーせず | ケガのためプレーせず | ケガのためプレーせず | ケガのためプレーせず | ケガのためプレーせず | ケガのためプレーせず | ケガのためプレーせず |            |
| 2021      | CAR       | 9         | 8    | 3    | 16                   | 15                   | 1                    | 0.0                  | 0                    | 2                    | 2                    | 13                   | 6.5                  | 13                   | 0                    | 0                    | 0          |
| '21計     | CAR       | 9         | 8    | 3    | 16                   | 15                   | 1                    | 0.0                  | 0                    | 2                    | 2                    | 13                   | 6.5                  | 13                   | 0                    | 0                    | 0          |
| NFL：10年 | NFL：10年 | NFL：10年 | 132  | 125  | 427                  | 374                  | 53                   | 1.0                  | 0                    | 116                  | 27                   | 465                  | 17.2                 | 64                   | 2                    | 6                    | 3          |

- 2021年度シーズン終了時
- 太字は自身最高記録
- ■はNFL最優秀守備選手賞受賞年
- ■は各年度のリーグ最高記録

### ポストシーズン
| 年度 | チーム | 試合 | 試合 | タックル | タックル | タックル | タックル | タックル    | インターセプト     | インターセプト | インターセプト  | インターセプト       | インターセプト | インターセプト | ファンブル | ファンブル |
| 年度 | チーム | 出場 | 先発 | 合計     | ソロ     | アシスト | サック   | セーフ ティ | パス ディフ ェンス | Int            | リターン ヤード | 平均 リターン ヤード | 最長 リターン  | TD             | フォ ース  | リカ バー  |
| ---- | ------ | ---- | ---- | -------- | -------- | -------- | -------- | ----------- | ------------------ | -------------- | --------------- | -------------------- | -------------- | -------------- | ---------- | ---------- |
| 2017 | NE     | 3    | 3    | 10       | 9        | 1        | 0.0      | 0           | 6                  | 0              | 0               | 0.0                  | 0              | 0              | 0          | 0          |
| 2018 | NE     | 3    | 3    | 7        | 7        | 0        | 0.0      | 0           | 5                  | 2              | 0               | 0.0                  | 0              | 0              | 1          | 0          |
| 2019 | NE     | 1    | 1    | 2        | 2        | 0        | 0.0      | 0           | 0                  | 0              | 0               | 0.0                  | 0              | 0              | 0          | 0          |
| 計   | 計     | 7    | 7    | 19       | 18       | 1        | 0.0      | 0           | 11                 | 2              | 0               | 0.0                  | 0              | 0              | 1          | 0          |

- 2021年度シーズン終了時
- 太字はスーパーボウル出場
- ■はスーパーボウル制覇